# Île de Claquebue
Die Île du Claquebue, auch bekannt als Claquebue Island, ist eine felsige und 400 m lange Insel vor der Küste des ostantarktischen Adélielands. Sie liegt 90 m östlich des Dru Rock in der Gruppe der Curzon-Inseln.
Teilnehmer einer von 1949 bis 1951 dauernden französischen Antarktisexpedition nahmen eine Kartierung vor und benannten die Insel. Namensgebend ist ein fiktives Dorf aus dem 1933 veröffentlichten Roman La jument verte (deutsch: Die grüne Stute) des französischen Schriftstellers Marcel Aymé (1902–1967), der zur Lektüre der Expeditionsteilnehmer gehörte.